# Somchai Wongsawat
Somchai Wongsawat (ur. 31 sierpnia 1947 w Nakhon Si Thammarat) – tajski polityk, prawnik i sędzia, premier Tajlandii od 17 września 2008 do 2 grudnia 2008, p.o. premiera od 9 września do 17 września 2008. Minister edukacji od lutego do września 2008.

## Edukacja i kariera zawodowa
Somchai Wongsawat w 1970 ukończył prawo na Uniwersytecie Thammasat w Bangkoku. W 1973 został adwokatem. W roku 1996 ukończył Kolegium Obrony Narodowej, a w 2002 administrację w Narodowym Instytucie Rozwoju Administracji.
W roku 1974 Somchai został mianowany asystentem sędziego (asesor). Rok później objął stanowisko sędziego. W 1986 został przewodniczącym sądu w Phang Nga, a następnie innych placówek w kraju. W 1993 r. został sędzią Sądu Apelacyjnego. W 1997 objął stanowisko przewodniczącego tego sądu.

## Kariera polityczna
W latach 1998–1999 Somchai Wongsawat był wicesekretarzem w Ministerstwie Sprawiedliwości. Od listopada 1999 do marca 2006 sprawował urząd sekretarza w Ministerstwie Sprawiedliwości. Od marca do września 2006 był sekretarzem w Ministerstwie Pracy.
W 2007 Somchai objął funkcję wiceprzewodniczącego Partii Władzy Ludu (PPP). W wyborach parlamentarnych grudniu 2007 dostał się z jej listy do Zgromadzenia Reprezentantów (izba niższa parlamentu). W lutym 2008 objął stanowisko pierwszego wicepremiera i ministra edukacji w gabinecie premiera Samaka Sundaraveja.

## Premier
9 września 2008 Somchai Wongsawat przejął obowiązki premiera po tym, jak Samak Sundaravej musiał zrezygnować z urzędu z powodu zatrudnienia i udziału w kulinarnym show telewizyjnym już po objęciu funkcji szefa rządu. Złamał w ten sposób konstytucyjny zakaz uzyskiwania dochodów z dodatkowych prywatnych źródeł.
15 września 2008 Partia Władzy Ludu (PPP) nominowała Wongsawata jako swojego kandydata na stanowisko nowego szefa rządu. Kandydaturze tej początkowo sprzeciwiła się jedna z frakcji PPP, jednak ostatecznie poparła ją. 17 września 2008 parlament Tajlandii głosami 298 za i 163 przeciw, mianował Somchaia Wongasawata premierem Tajlandii. 24 września 2008 król Bhumibol Adulyadej zaprzysiągł gabinet premiera Wongsawata.
29 września 2008 Tajska Komisja Wyborcza ogłosiła wszczęcie postępowania w sprawie złamania konstytucji przez Wongsawata poprzez posiadanie udziałów w firmie telekomunikacyjnej, mającej kontrakt z państwowym zakładem telekomunikacyjnym na dostawę usług internetowych. Konstytucja Tajlandii zakazuje bowiem posiadania przez członków parlamentu udziału w firmach, prowadzących interesy z firmami państwowymi.
17 października 2008 Somchai Wongsawat został uznany przez Narodową Komisję Przeciwdziałaniu Korupcji winnym zaniedbania obowiązków w 2000 w czasie gdy pracował w Ministerstwie Sprawiedliwości. Komisja uznała, że Wongswat postąpił niewłaściwie zawieszając postępowanie przeciw dwóm urzędnikom, oskarżonym o korupcję przy sprzedaży państwowych gruntów. Tego samego dnia premier oświadczył, że mimo nacisków nie zamierza ustępować z zajmowanego stanowiska.
Somchai Wongsawat jest żonaty z Yaowapą Shinawatra, siostrą byłego premiera Thaksina Shinawatry. Ma troje dzieci.

## Protesty społeczne i wykluczenie z życia politycznego
Po objęciu urzędu premiera przez Wongsawata, w Bangkoku na nowo wzmogły się antyrządowe protesty społeczne. Rozpoczęły się one już w sierpniu 2008 i były skierowane przeciw rządowi premiera Sundaraveja, którego protestujący oskarżali o reprezentowanie interesów byłego premiera Thaksina Shinawatry. Wongsawat, spokrewniony przez żonę z Shinawatrą, postrzegany był przez protestujących jako jeszcze gorliwszy kontynuator polityki byłego premiera.
7 października 2008 protestujący otoczyli budynek parlamentu, w którym przemawiał premier. Tłum uniemożliwił deputowanym opuszczenie parlamentu. Premier, chcąc opuścić parlament, musiał przeskakiwać przez płot na tyłach budynku. W celu umożliwienia wyjścia parlamentarzystom, policja użyła siły i gazu łzawiącego przeciw demonstrantów. Doszło do walk, w wyniku których zginęły dwie osoby, a 400 zostało rannych.
25 listopada 2008 przeciwnicy rządu z szeregów Sojuszu Ludowego na rzecz Demokracji (PAD, People's Alliance for Democracy) rozpoczęli blokadę dróg dojazdowych do głównego lotniska Bangkoku, portu lotniczego Bangkok-Suvarnabhumi. Następnego dnia protestujący dostali się do hali lotniska i całkowicie sparaliżowali jego funkcjonowanie. Rozpoczęli także okupację drugiego lotniska, Bangkok-Don Muang. Rząd wezwał tajską armię do przywrócenia porządku na dwóch lotniskach. W odpowiedzi na ten apel, szef armii 26 listopada 2008 wezwał protestujących do zakończenia akcji i opuszczenia lotnisk, a premiera Wongsawata do podania się do dymisji. 27 listopada 2008 rząd wprowadził w strefach wokół dwóch lotnisk stan wyjątkowy, który m.in. zabraniał zgromadzeń powyżej 5 osób. Jednocześnie szef armii sprzeciwił się użyciu siły przeciw okupującym. W wyniku okupacji i unieruchomienia lotnisk, w Tajlandii utknęło co najmniej 100 tysięcy zagranicznych turystów.
2 grudnia 2008 Sąd Konstytucyjny rozwiązał rządzącą Partię Władzy Ludu z powodu oszustw i kupowania głosów w wyborach parlamentarnych w grudniu 2007 oraz wykluczył całe jej kierownictwo, włącznie z premierem Wongsawatem, z życia politycznego na okres 5 lat ze skutkiem natychmiastowym. Somchai Wongsawat zaakceptował wyrok sądu, stwierdzając że od teraz będzie "zwykłym obywatelem". P.o. premiera został dotychczasowy wicepremier, Chaovarat Chanweerakul, który nie wchodził w skład władz rozwiązanej partii. Parlamentarzyści z Partii Władzy Ludu zapowiedzieli przegrupowanie, stworzenie innej partii politycznej i utworzenie nowego rządu koalicyjnego. Tego samego dnia Sojusz Ludowy na rzecz Demokracji (PAD) ogłosił zakończenie okupacji stołecznych portów lotniczych.